# Jacob Senleches
Jacob Senleches (bắt đầu hoạt động vào năm 1382/1383, mất vào năm 1395) (cũng được gọi là Jacob de Senlechos [i.e. Senleches] và Jacopinus Senlesses) là một nhà soạn nhạc người Pháp, thuộc trường phái Những Người Hà Lan. Ngoài ra ông còn là nghệ sĩ đàn hạc cầm. Ông sống vào cuối thời kỳ Trung Cổ. Các sáng tác của ông mang phong cách ars subtilior.

## Tiểu sử
Có nguồn thông tin cho rằng Jacob Senleches được sinh ra tại Senleches (hoặc Senlesches) ở Cambrai, ngày nay thuộc nước Pháp. Vào năm 1382, có vẻ ông được giới thiệu cho công việc ở cung điện của Eleanor xứ Aragon, Nữ hoàng xứ Castile. Có thể công việc đó nằm trong dịch vụ của nữ hoàng này. Sau đó, Senleches tìm được công việc mới trong dịch vụ của người mà sau này trở thành Giáo hoàng đối lập Benedict XIII với vai trò của một nghệ sĩ hạc cầm. Có một văn bản kho bạc của gia đình hoàng gia ở Navarra đề là ngày 21 tháng 8 năm 1383 có tên là "Jaquemin de Sanleches, juglar de harpe". Văn bản này được tạo ra để nhà soạn nhạc Senleches có thể trả ơn "bậc thầy của ông", Pedro de Luna, tức chính là vị Giáo hoàng đối lập trong tương lai.

## Phong cách âm nhạc
Dù cho các tác phẩm của Senleches ít được truyền tải, cũng có thể nhận thấy rằng ông là nhà soạn nhạc theo phong cách ars subtilior. Ông đã phát triển nhiều nhịp điệu đặc trưng và những phát kiến đáng chú ý.

## Tác phẩm

### Ballade
- En attendant esperance
- Fuions de ci
- Je me merveil/ J'ay pluseurs fois

### Virelai
- En ce gracieux tamps
- La harpe de melodie
- Tel me voit